# Homologatie (sport)

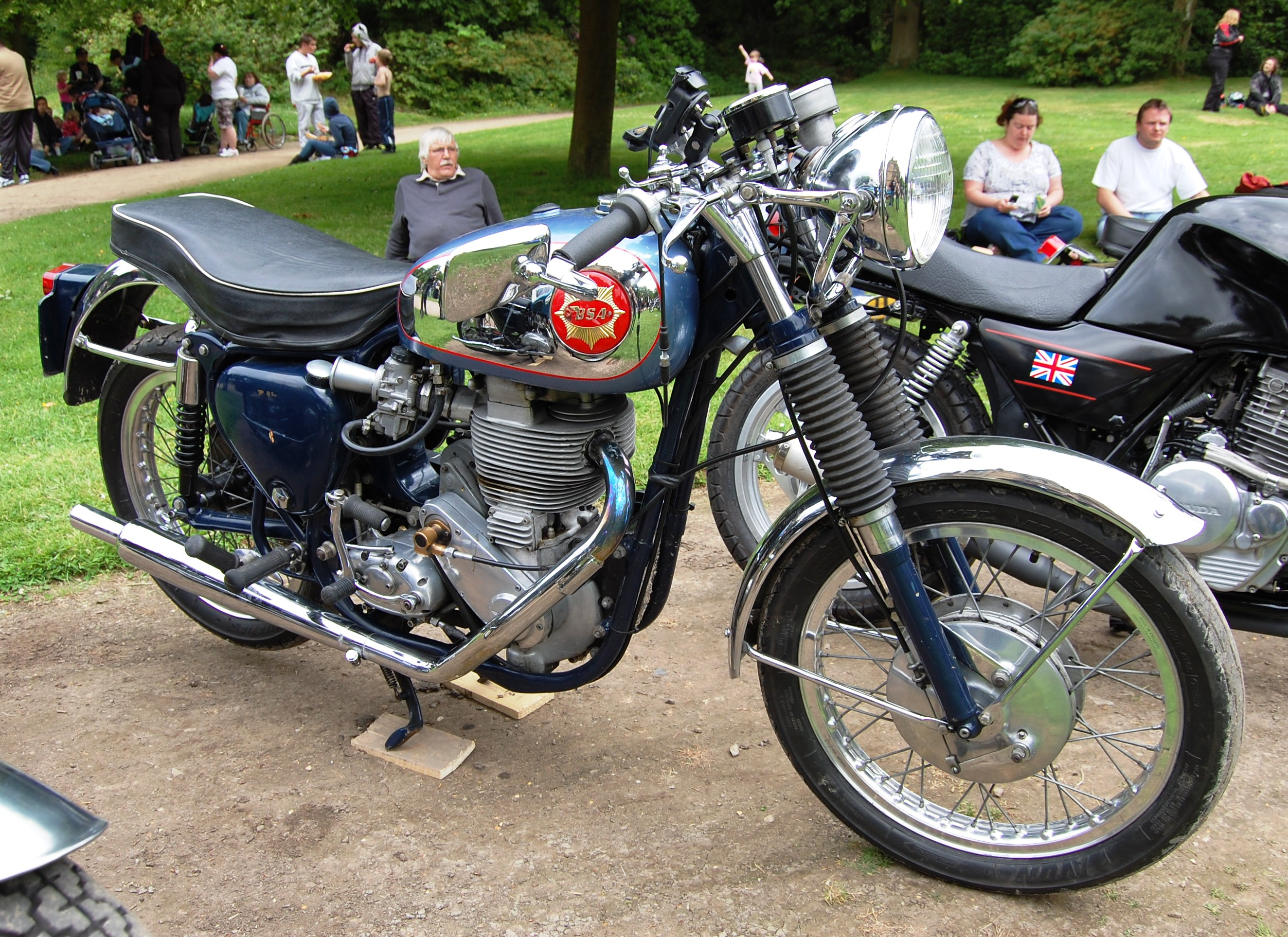
De BSA DBD34GS Gold Star (1957-1963) was vanwege de homologatie voor de Clubmans Senior TT en de Daytona 200 zo sterk opgevoerd dat de machine op de openbare weg moeilijk te starten en te berijden was.

In de auto- en motorsport is homologatie de procedure die een voertuig, circuit of gestandaardiseerd onderdeel moet ondergaan om deel te kunnen nemen aan een kampioenschap of klasse. De regels en voorwaarden waaraan moet worden voldaan worden in het algemeen opgesteld door een controlerend orgaan, zoals de FIA en FIM.
In raceklassen die strijden met productieracers, vereist homologatie niet alleen het voldoen aan technische reglementen, maar vaak ook een minimaal aantal verkopen om zo te verzekeren dat de voertuigen niet alleen ontworpen en geproduceerd zijn voor het racen in de betreffende klasse.